# Zatypota albicoxa
Zatypota albicoxa ist eine Schlupfwespe aus der Tribus Ephialtini innerhalb der Unterfamilie der Pimplinae. Die Art wurde von dem englischen Entomologen Francis Walker im Jahr 1874 als Glypta albicoxa erstbeschrieben. Das lateinische Art-Epitheton albicoxa bedeutet „mit weißen Coxae (Hüften)“.

## Merkmale
Die Schlupfwespen sind etwa 8 mm lang. Kopf und Hinterleib sind überwiegend schwarz gefärbt. Am Augeninnenrand verläuft ein gelber Strich bis zur Frons. Die Fühler der Weibchen weisen 23–27 Flagellomere auf, die der Männchen 21–23. Scapus, Pedicellus, Mandibeln, Palpi, sämtliche Coxae und Trochanteren sowie die Tegulae sind weißlich-gelb gefärbt. Das rötlich-braun gefärbte Mesosoma weist gelbe Längsflecke auf. Scutellum und Postscutellum sind gelb. Die Metapleuren (Sklerite an der Seite des hinteren Rumpfsegments) sind vollständig behaart. Das zweite Tergit ist 0,94 mal so lang wie am Hinterrand breit. Der Ovipositor ist am hinteren Ende leicht nach oben gebogen. Nahe dem basalen Ende der unteren Valven befindet sich eine ventrale Verdickung. Die hinteren Tibien und Tarsen sind dunkelbraun, wobei die hinteren Tibien auf halber Länge ein breites weißes Band aufweisen. Die hinteren Femora sowie die Femora, Tibien und Tarsen der vorderen und mittleren Beine sind gelbrot gefärbt. Die Männchen sind gewöhnlich etwas kleiner als die Weibchen. Es gibt männliche Individuen mit schwarzbrauner Metosoma. Die Vorderflügel weisen kein Areolet auf. Die Flügeladern sowie das Pterostigma sind dunkelbraun. Die Hinterflügel besitzen vier distale Hamuli.

## Verbreitung
Zatypota albicoxa ist in der Paläarktis verbreitet. Ihr Vorkommen reicht von Europa bis in den Fernen Osten (Korea, Japan). In Europa ist die Art verbreitet, fehlt aber offenbar im Süden. Im Norden reicht das Vorkommen bis nach Skandinavien und Großbritannien.

## Lebensweise
Die Schlupfwespen sind wie alle Vertreter der Tribus Polysphinctini koinobionte Ektoparasitoide von Webspinnen (Araneae). Zatypota albicoxa ist ein solitärer Parasitoid. Die Wirtsart ist die kosmopolitisch verbreitete Gewächshausspinne (Parasteatoda tepidariorum) aus der Familie der Kugelspinnen (Theridiidae). Das Weibchen packt die Spinne mit ihren vorderen und mittleren Beinpaaren am Hinterleib. Sie betäubt zuerst die Spinne. Anschließend reibt sie mit ihrem Ovipositor und dem hinteren Ende der Metasoma über die Hinterleibsunterseite der Spinne, um diese von möglichen anderen Ektoparasiten (Eier oder Larven derselben Art oder einer anderen Art) zu befreien. Dies dauert gewöhnlich mehrere Minuten. Die Parasitoidenlarven sitzen gewöhnlich auf einem Sattel, der an der Spinne fixiert ist. Dieser Sattel wird ebenfalls entfernt. Schließlich platziert die Schlupfwespe ein eigenes Ei auf die Unterseite des Hinterleibs der Spinne. Abhängig von der Größe der Spinne legt sie ein befruchtetes oder ein unbefruchtetes Ei ab. Folglich stammen die weiblichen Schlupfwespen von größeren Wirten. Das Schlupfwespenei wird nicht wie von anderen Arten von der Spitze des Ovipositors, sondern vom hinteren Ende des Hinterleibs aus abgelegt. Die geschlüpfte Larve entwickelt sich als Außenparasit, durchläuft drei Stadien und tötet schließlich am Ende ihrer Entwicklung ihren Wirt. Von März bis November werden sämtliche Stadien der Schlupfwespenart beobachtet, im Winter dagegen nur das zweite Larvenstadium. Es wird daher vermutet, dass während dieses Stadiums im Winter eine Diapause stattfindet.

## Taxonomie
Die Gattung Zatypota wird innerhalb der Tribus Polysphinctini einer Untergruppe mit Acrodactyla, Polysphincta und 15 weiteren Gattungen zugeordnet. Innerhalb der Gattung Zatypota gehört Zatypota albicoxa zu der so genannten discolor-Gruppe.
Es gibt offenbar zwei Unterarten:
- Zatypota albicoxa albicoxa (Walker, 1874) – Nominatform
- Zatypota albicoxa meridicolor Aubert, 1989

## Galerie

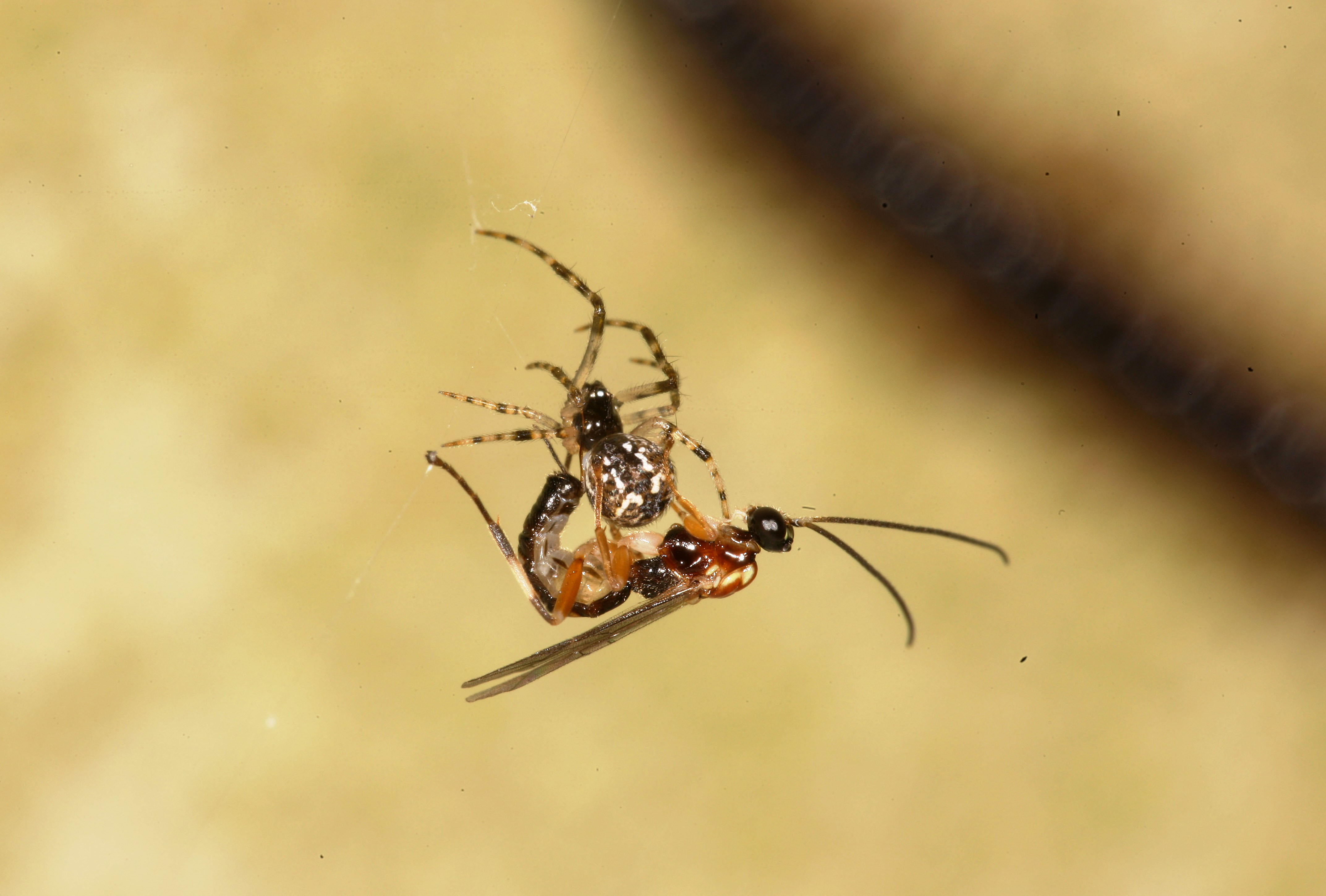
Weibchen bei der Eiablage
Animation
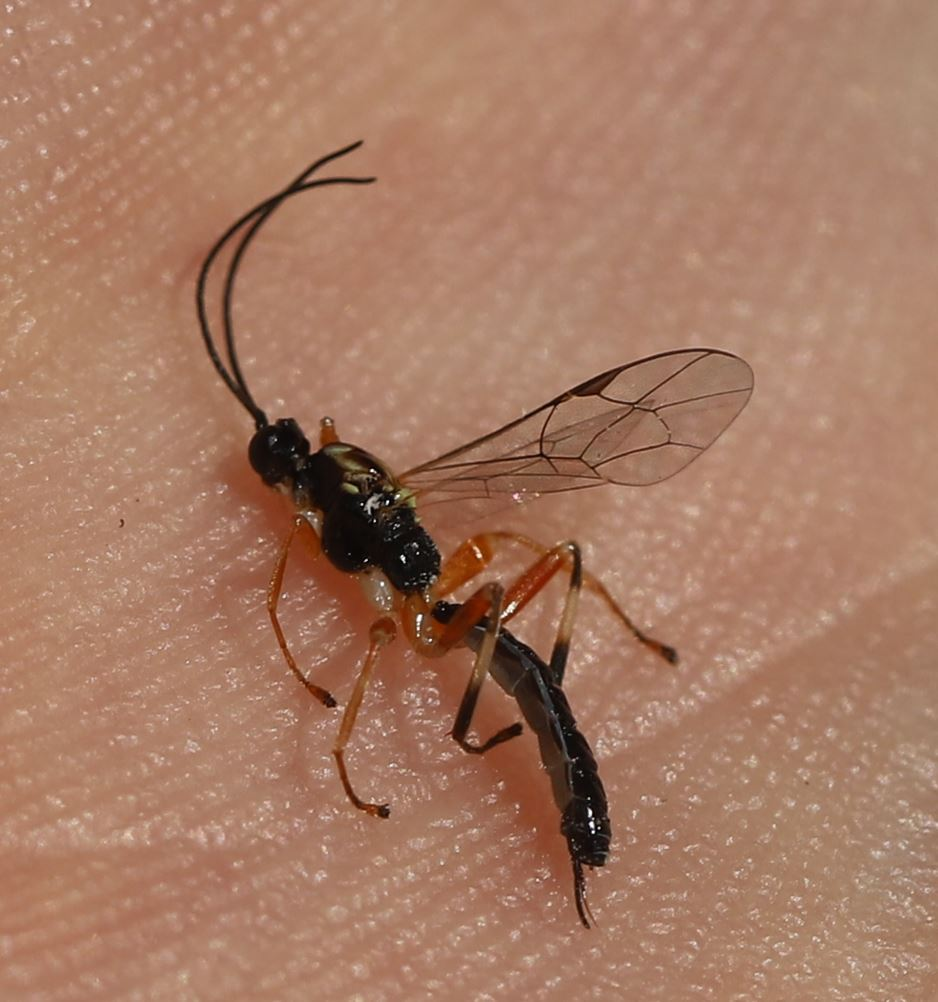
Weibchen, Seitenansicht
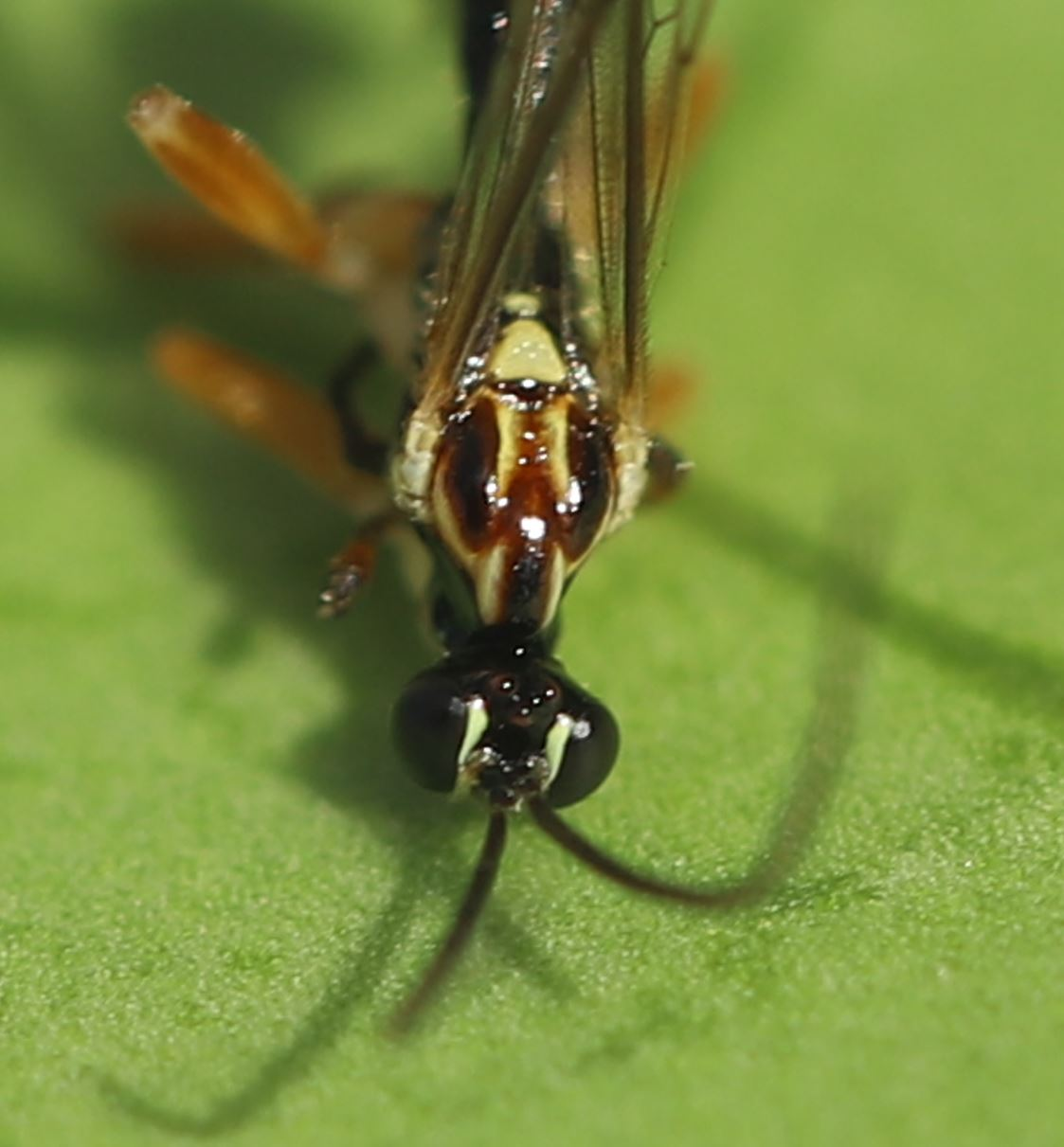
Weibchen, Ansicht von Kopf und Mesoscutum
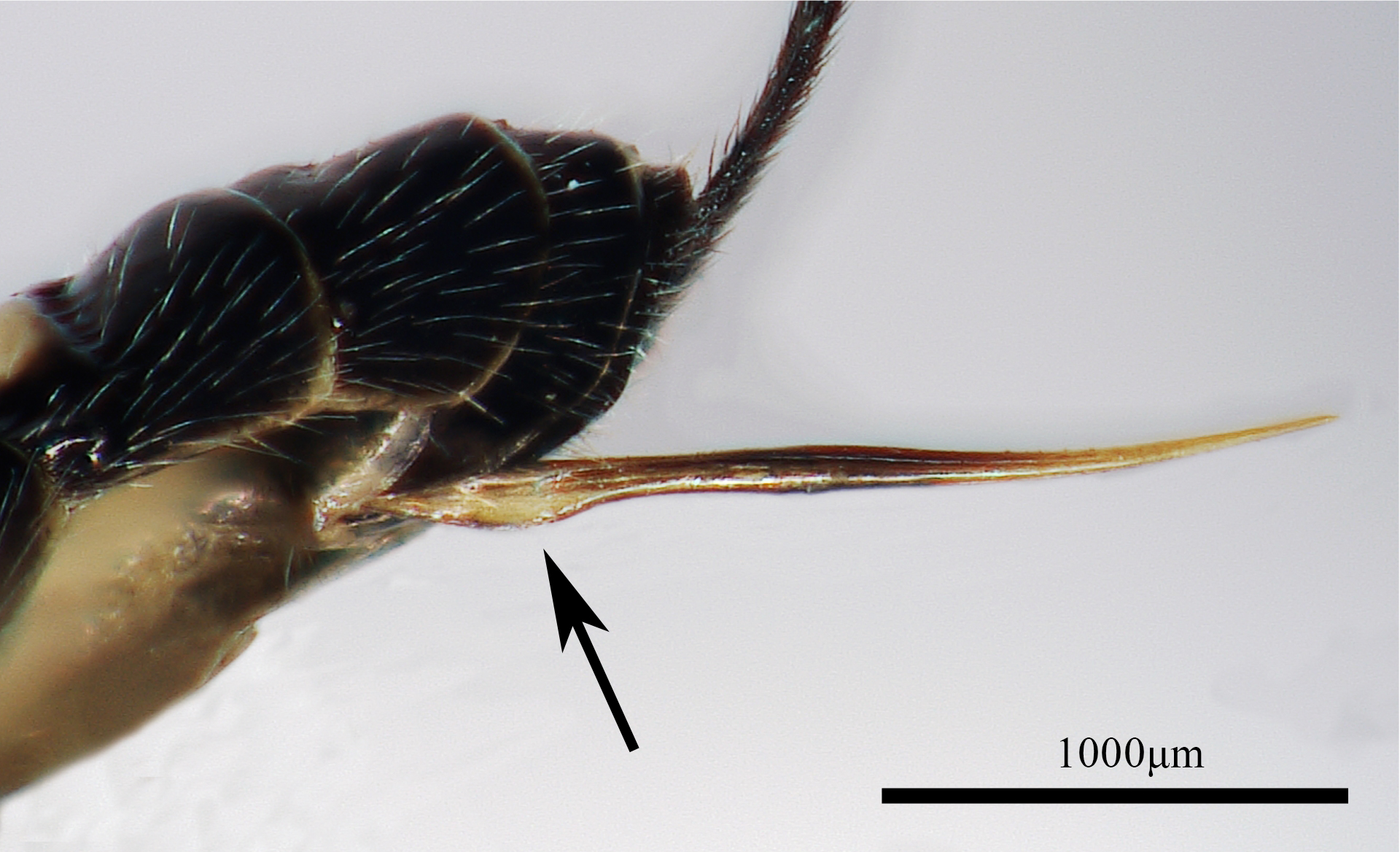
Ovipositor mit ventraler Verdickung der unteren Valven
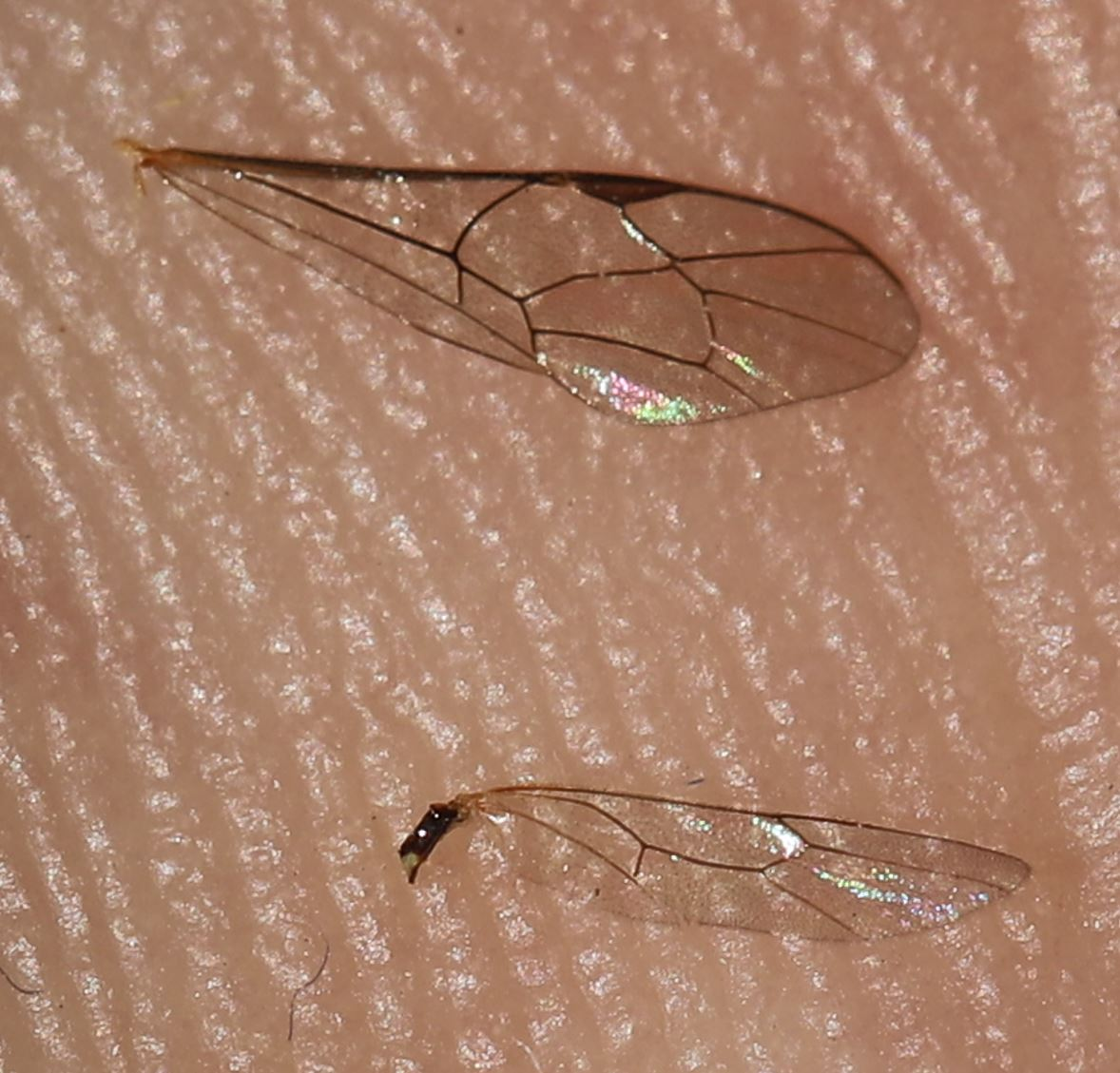
Flügel
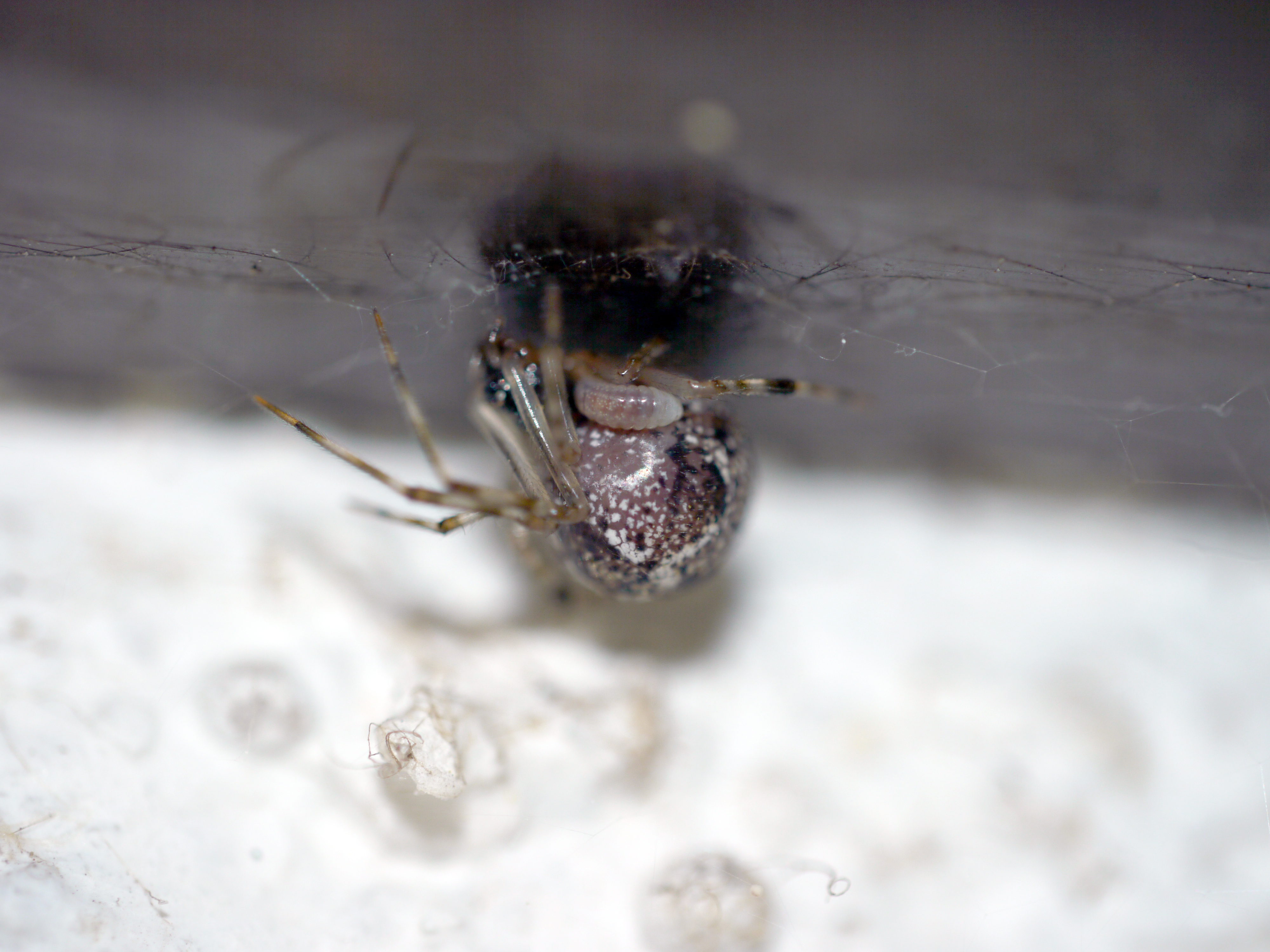
Larve an einer Gewächshausspinne